# Guillaume Cramont
Pour les articles homonymes, voir Cramont (homonymie).

a Compétitions nationales et continentales officielles uniquement.

b Matchs officiels uniquement.
Dernière mise à jour le 3 janvier 2025.
Guillaume Cramont, né le 29 décembre 2000 à Annemasse, est un joueur français de rugby à XV qui évolue au poste de talonneur.
Il remporte le Championnat de France en 2021, 2023, 2024 et 2025 avec le Stade toulousain. 

## Biographie

### Jeunesse et formation
Natif d'Annemasse,,, Guillaume Cramont est né de l'union d'un père français et d'une mère suisse. La famille déménage dans les Landes alors qu'il est âgé de deux ans, privilégiant son cadre de vie.
Il pratique rapidement le rugby à XV, sous l'impulsion de son père ancien joueur dès l'âge de 4 à 5 ans, sous le maillot de l'US Dax en catégorie junior en catégorie « crevette »,. Il est pendant sa jeunesse sacré champion de France UNSS en catégorie minimes avec l'équipe du collège Léon des Landes, notamment auprès de Benjamin Puntous et Théo Duprat. Pour ce premier titre de sa jeunesse, il évolue alors au poste de demi de mêlée. Jouant peu à ce poste, il décide d'en changer, se reconvertissant à celui de talonneur, choisissant ce poste peu occupé dans l'équipe afin de gagner du temps de jeu, et ayant déjà quelques facilités au lancer ; il pratique alors ce dernier avec son frère, d'un an son aîné, réceptionnant ses ballons en tant que troisième ligne.
Il est éligible à la sélection avec l'équipe nationale suisse via la nationalité de sa mère. Il porte ainsi en mars 2018 le maillot suisse en catégorie junior, dans le cadre du championnat d'Europe des moins de 18 ans. Dans le Trophy, second tableau de la compétition (pl), il affronte ainsi l'Allemagne puis le Luxembourg, marquant un essai à chacun des matchs. Lors de la troisième rencontre déterminant le classement final, il participe à la victoire de la Suisse contre l'Ukraine en inscrivant un nouvel essai ; la sélection helvète termine ainsi à la 5e place. En fin d'année au niveau scolaire, il dispute la finale du championnat de France UNSS, en division excellence des lycées généraux ; avec le lycée de Borda de Dax et auprès de Théo Costossèque et Théo Duprat, il s'incline contre le lycée Jean-Mermoz de Montpellier.

### Premiers pas en équipe première, de la Fédérale 1 au Top 14
Lors de la saison 2018-2019 de Fédérale 1, les absences au poste de talonneur en équipe première de l'US Dax, qui voient Simon Labouyrie puis Arnaud Héguy rejoindre la Pro D2 en tant que jokers médicaux, profitent à Cramont. Alors qu'il évoluait en troisième année de la catégorie Crabos, il est promu au mois de janvier 2019 au sein de l'équipe senior afin de disputer le championnat fédéral,, sous la direction de l'entraîneur Emmanuel Maignien l'ayant déjà côtoyé plus tôt en année Crabos. Il dispute ainsi à domicile son premier match contre le Niort Rugby Club au mois de mars,, et participe ensuite aux phases finales avec le club landais, inscrivant un essai en quart de finale retour sur le terrain du Rouen Normandie Rugby.
Révélé par cette première saison avec l'équipe première de l'US Dax, Cramont est repéré par le Stade toulousain, plus particulièrement via Christophe Guiter, qui l'engage au sein de son centre de formation, pour deux ans. Il suit en parallèle une licence de biologie, après avoir suivi un DUT en génie biologique à Mont-de-Marsan lors de sa dernière année à Dax, sans succès en raison du rythme sportif et des déplacements fréquents.
Le début de saison 2019-2020 est marqué par une pénurie de talonneur au sein de l'équipe professionnelle : Julien Marchand est blessé depuis le Tournoi des Six Nations, Peato Mauvaka est sélectionné avec le groupe de l'équipe de France dans le cadre de la préparation pour la Coupe du monde et Guillaume Marchand se blesse lors d'un match amical d'intersaison. Devant ces nombreuses absences et en attendant l'arrivée d'un second joker à ce poste, Guillaume Cramont est sollicité sur la feuille de match pour le déplacement du Stade toulousain chez l'Union Bordeaux Bègles dans le cadre de la 1re journée de Top 14 jouée le 24 août,. Il rentre ainsi sur la pelouse du stade Chaban-Delmas en milieu de seconde mi-temps, remplaçant le joker japonais Takeshi Hino.
Au mois de janvier 2020, il est appelé dans le groupe de l'équipe de France des moins de 20 ans, destiné à disputer les deux premiers matchs du Tournoi des Six Nations quelques semaines plus tard. Entré en cours de jeu contre l'Angleterre, il est titularisé pour le deuxième match contre l'Italie. Non retenu pour la troisième rencontre de Six Nations, Cramont fait ainsi son retour dans le groupe professionnel du Stade toulousain. En raison de la pandémie de Covid-19, il n'a pas l'opportunité de défendre le titre des Bleuets en championnat du monde.
La pratique sportive combinée à l'épisode sanitaire ne l'aide pas dans son parcours scolaire en licence. Il choisit par la suite de suivre un BTS management commercial, avec un emploi du temps aménagé afin de suivre les cours dans les locaux du Stade toulousain, puis un bachelor en marketing auprès d'autres joueurs, Edgar Retière et Paul Mallez.

### Carrière professionnelle au Stade toulousain

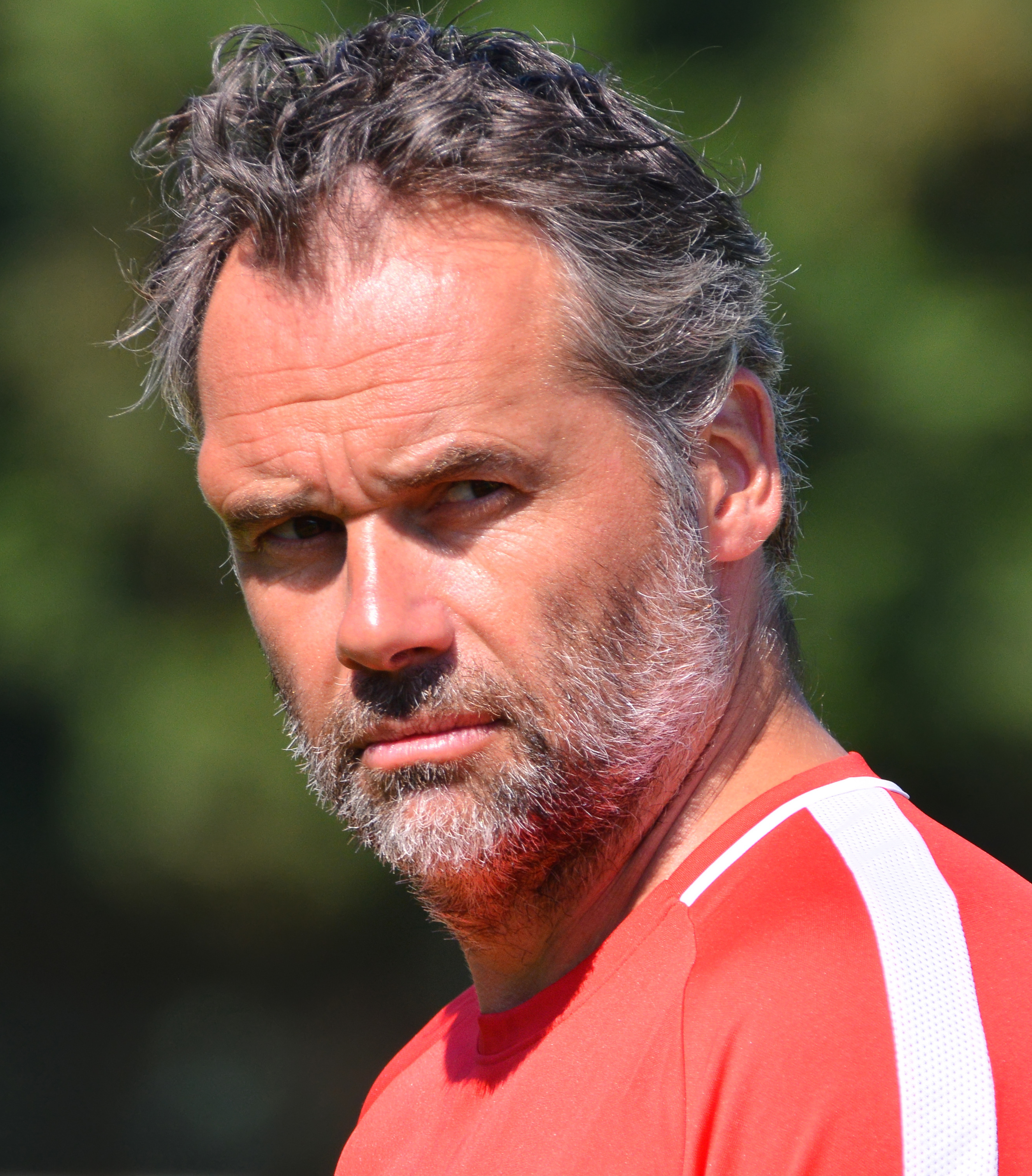
Ugo Mola, ici en 2018, est l'entraîneur de Guillaume Cramont depuis 2019.

Il intègre le groupe professionnel pour la saison 2020-2021 et continue d'évoluer en équipe première, notamment lors des échéances internationales. Quatrième dans la hiérarchie des talonneurs, il est titularisé pour la première fois en février 2021 pour le déplacement chez le Lyon OU en championnat,. En parallèle, il évolue toujours en équipe espoir ; il remporte ainsi le titre de champion de France avec cette dernière début juin, s'imposant en finale contre l'USA Perpignan,. L'équipe première du Stade toulousain est par ailleurs sacrée championne d'Europe et France ; si Cramont a participé aux rencontres de championnat dans la saison, il ne prend pas part aux deux finales.
La saison suivante, Ugo Mola, l'entraîneur toulousain, souhaite s'appuyer de plus en plus sur le centre de formation pour la saison, et notamment sur ceux qui ont été champions de France avec les espoirs. Ainsi, le temps de jeu de Guillaume Cramont a logiquement augmenté cette saison, notamment pendant la tournée d'automne et le Tournoi des Six Nations, durant laquelle il est régulièrement titularisé en Top 14. Durant cette saison, il a bien tenu son rang de remplaçant des internationaux et a progressé,.
Pour la saison 2022-2023, Guillaume Cramont est toujours le troisième talonneur dans la hiérarchie au Stade toulousain, derrière Peato Mauvaka et Julien Marchand. Il prolonge jusqu'en 2026 la saison suivante, alors que son contrat touchait à sa fin.

## Statistiques

### En club
Au 20 avril 2024, Guillaume Cramont compte 58 matchs joués avec le Stade toulousain, dont 52 en Top 14 et 6 en Coupe d'Europe, pour neuf essais inscrits.
| Saison                 | Club                   | Championnat | Championnat | Championnat | Coupe d'Europe  | Coupe d'Europe | Coupe d'Europe |
| Saison                 | Club                   | Compétition | Matchs      | Essais      | Compétition     | Matchs         | Essais         |
| ---------------------- | ---------------------- | ----------- | ----------- | ----------- | --------------- | -------------- | -------------- |
| 2018-2019              | US Dax                 | Fédérale 1  | 6           | 2           | —               | —              | —              |
| Total US Dax           | Total US Dax           | Fédérale 1  | 6           | 2           |                 |                |                |
| 2019-2020              | Stade toulousain       | Top 14      | 3           | -           | Coupe d'Europe  | -              | -              |
| 2020-2021              | Stade toulousain       | Top 14      | 8           | 1           | Coupe d'Europe  | -              | -              |
| 2021-2022              | Stade toulousain       | Top 14      | 11          | 2           | Coupe d'Europe  | 2              | -              |
| 2022-2023              | Stade toulousain       | Top 14      | 14          | 1           | Champions Cup   | 2              | 1              |
| 2023-2024              | Stade toulousain       | Top 14      | 20          | 4           | Champions Cup   | 2              | -              |
| 2024-2025              | Stade toulousain       | Top 14      | 9           | 2           | Champions Cup   | 1              | -              |
| Total Stade toulousain | Total Stade toulousain | Top 14      | 65          | 10          | Coupes d'Europe | 7              | 1              |
| Total                  | Total                  | Total       | 71          | 12          | Coupes d'Europe | 7              | 1              |

### Internationales
Après avoir connu l'équipe de Suisse des moins de 18 ans, Guillaume Cramont est appelé en équipe de France des moins de 20 ans. Avec les Bleuets, il a disputé trois matchs en une saison, prenant part à une édition du Tournoi des Six Nations, en 2020. Il n'a pas inscrit de points.

## Palmarès
- Championnat de France espoirs :
  - Champion : 2021 avec le Stade toulousain.
- Championnat de France :
  - Champion : 2021[note 1], 2023[note 1] , 2024[note 1] et 2025 avec le Stade toulousain.